# Distrikt Pichanaqui
Der Distrikt Pichanaqui (oder Distrikt Pichanaki)  liegt in der Provinz Chanchamayo in der Verwaltungsregion Junín in Zentral-Peru. Der Distrikt Pichanaqui hat eine Fläche von 1497 km². Beim Zensus 2017 wurden 39.054 Einwohner gezählt. Im Jahr 1993 lag die Einwohnerzahl bei 25.332, im Jahr 2007 bei 50.529. Verwaltungssitz und Bevölkerungszentrum der ansonsten gering besiedelten Region ist die Stadt Pichanaqui (auch Bajo Pichanaqui genannt).

## Geographische Lage
Der Distrikt Pichanaqui erstreckt sich über die peruanische Zentralkordillere. Der Fluss Río Perené durchfließt den Norden des Distrikts in südöstlicher Richtung. Die Stadt Pichanaqui liegt am rechten Flussufer des Río Perené an der Einmündung des Río Pichanaqui, der entlang der westlichen Distriktgrenze verläuft. Im äußersten Südwesten erhebt sich ein über 4000 m hoher Gebirgszug. Der Fluss Río Ipoqui bildet die südöstliche Distriktgrenze. Im Osten reicht der Distrikt bis zur Einmündung des Río Autiki in den Río Perené. Der tiefste Punkt im Distrikt liegt auf einer Höhe von 433 m.
Der Distrikt Pichanaqui grenzt im Westen an den Distrikt Perené, im äußersten Südwesten an den Distrikt Vitoc, im Süden und Osten an die Provinz Satipo sowie im Norden an die Provinz Oxapampa (Region Pasco).